# Brzezina (powiat średzki)
Brzezina – wieś w Polsce położona w województwie dolnośląskim, w powiecie średzkim, w gminie Miękinia.

## Układ przestrzenny
Układ przestrzenny wsi prezentuje typ wielodrożnicowy. Wzdłuż drogi głównej przeważa zabudowa zagrodowa. W północno-wschodnim skraju wsi ulokowane są zabudowania dworskie z kościołem i pałacem. Po stronie wschodniej wsi znajduje się jej najstarsza część, przy kościele gotyckim i pozostałościach grodziska.

## Podział administracyjny
W latach 1975–1998 miejscowość należała administracyjnie do województwa wrocławskiego.

## Historyczne nazwy
- 1218 r. – Bresina
- 1338 r. – Breza
- 1786 r. – Groß Brese
- 1845 r. – Groß Bresa

## Edukacja
Placówki edukacyjne na terenie wsi:
- Montessori Farm School Brzezina

## Zabytki
Do wojewódzkiego rejestru zabytków wpisane są:
- kościół filialny Najświętszej Maryi Panny Różańcowej, gotycki[5]
  - tryptyk ołtarzowy[5]
- zespół pałacowy, z XVIII-XX w.:
  - pałac z tarasem, z XVIII wieku, pierwotnie barokowy, przebudowany w 1910 r.[5]
  - ruina dworu obronnego - zamku, z XVI wieku
  - oficyna z aneksem mieszkalnym, z XIX w., 1920 r.
  - park z ogrodami użytkowymi i podwórzem

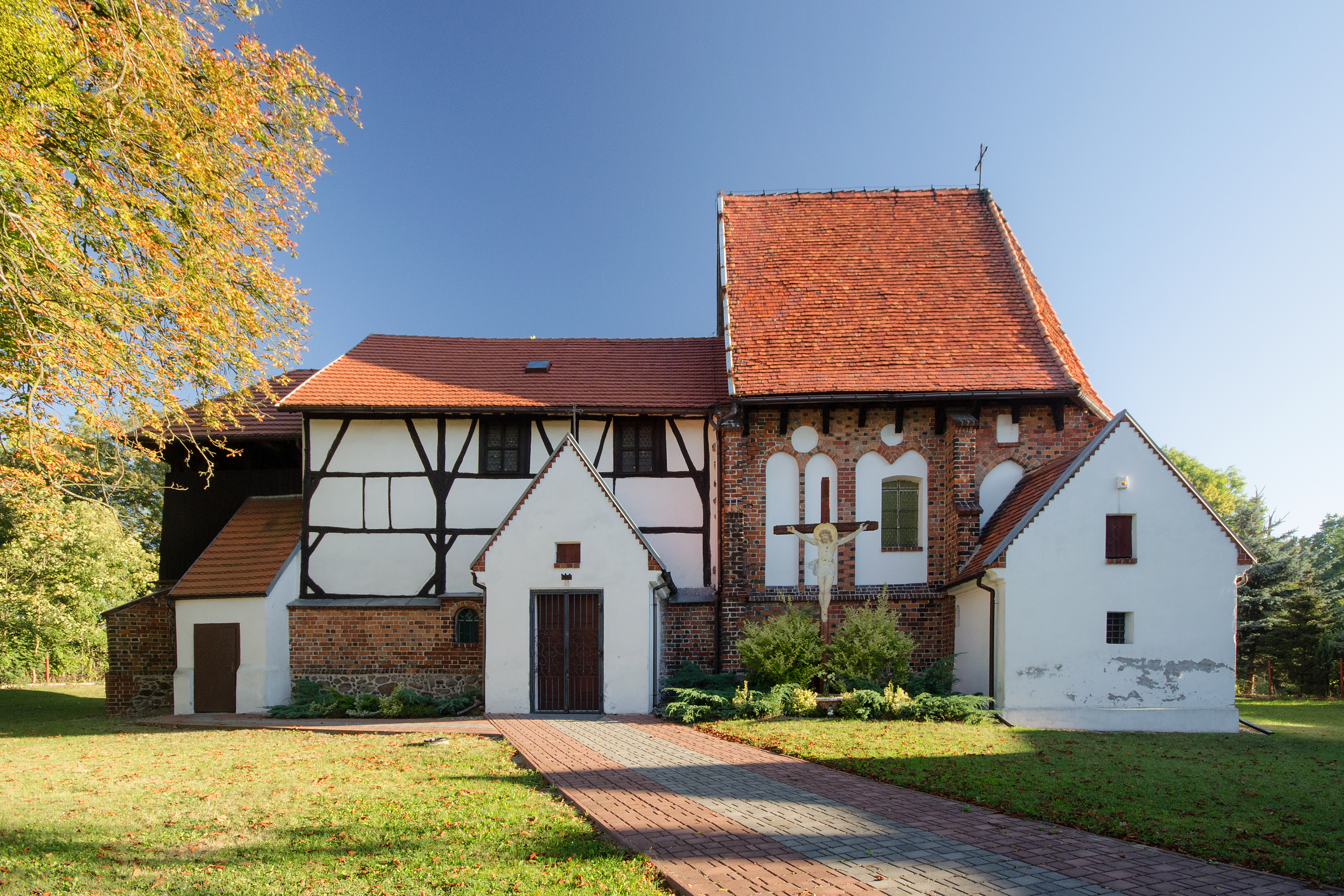
Kościół NMP Różańcowej w Brzezinie
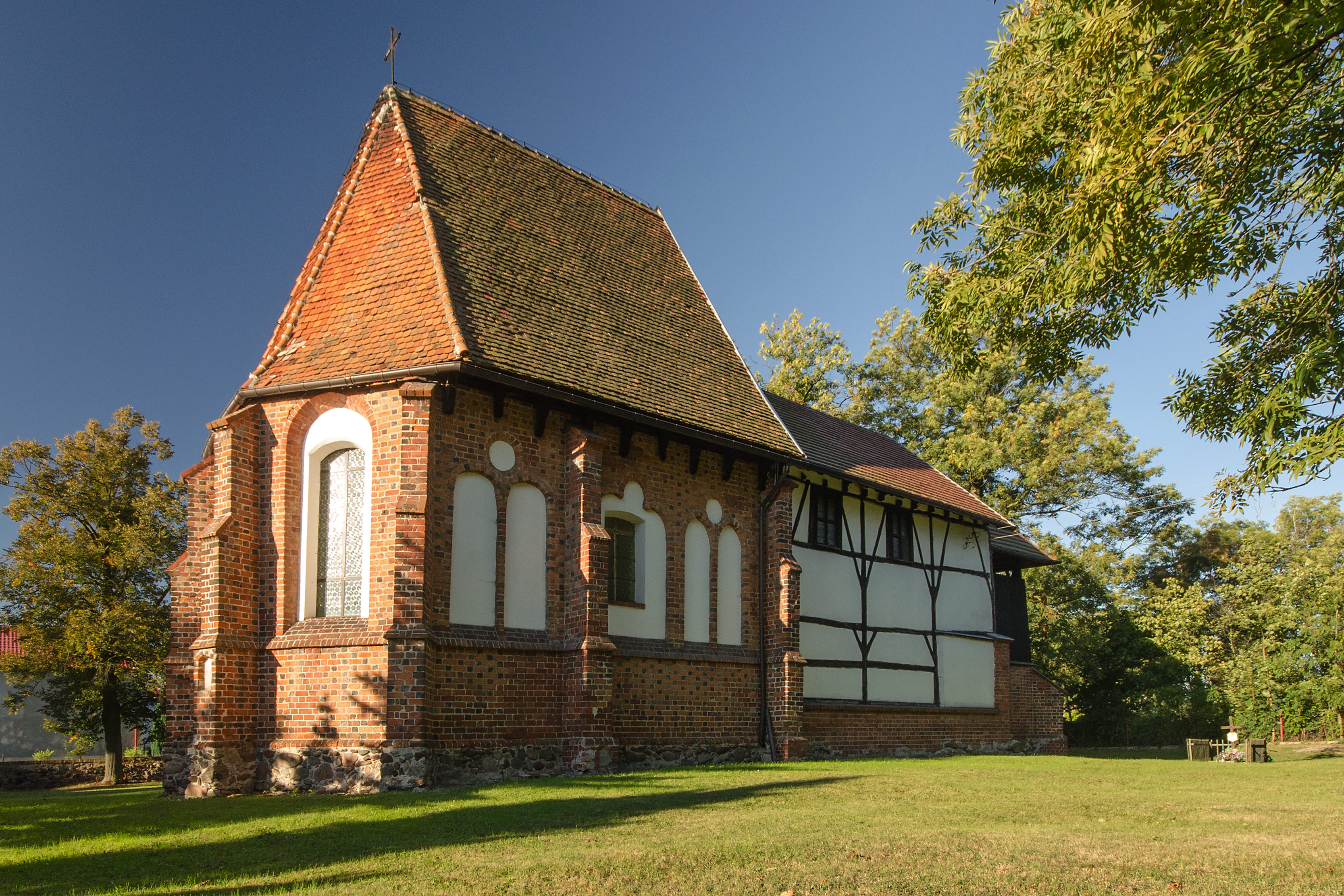
Kościół NMP Różańcowej w Brzezinie
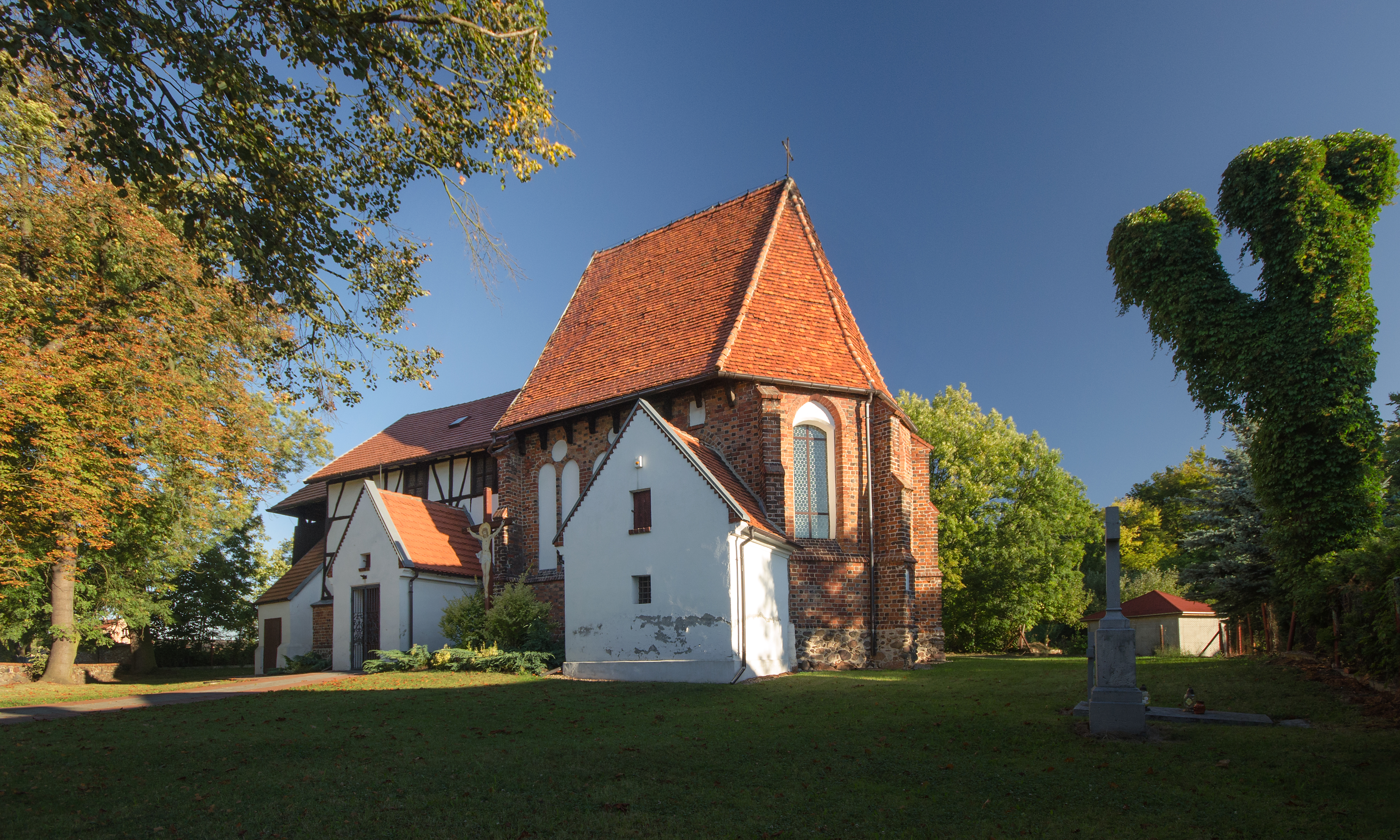
Kościół NMP Różańcowej w Brzezinie
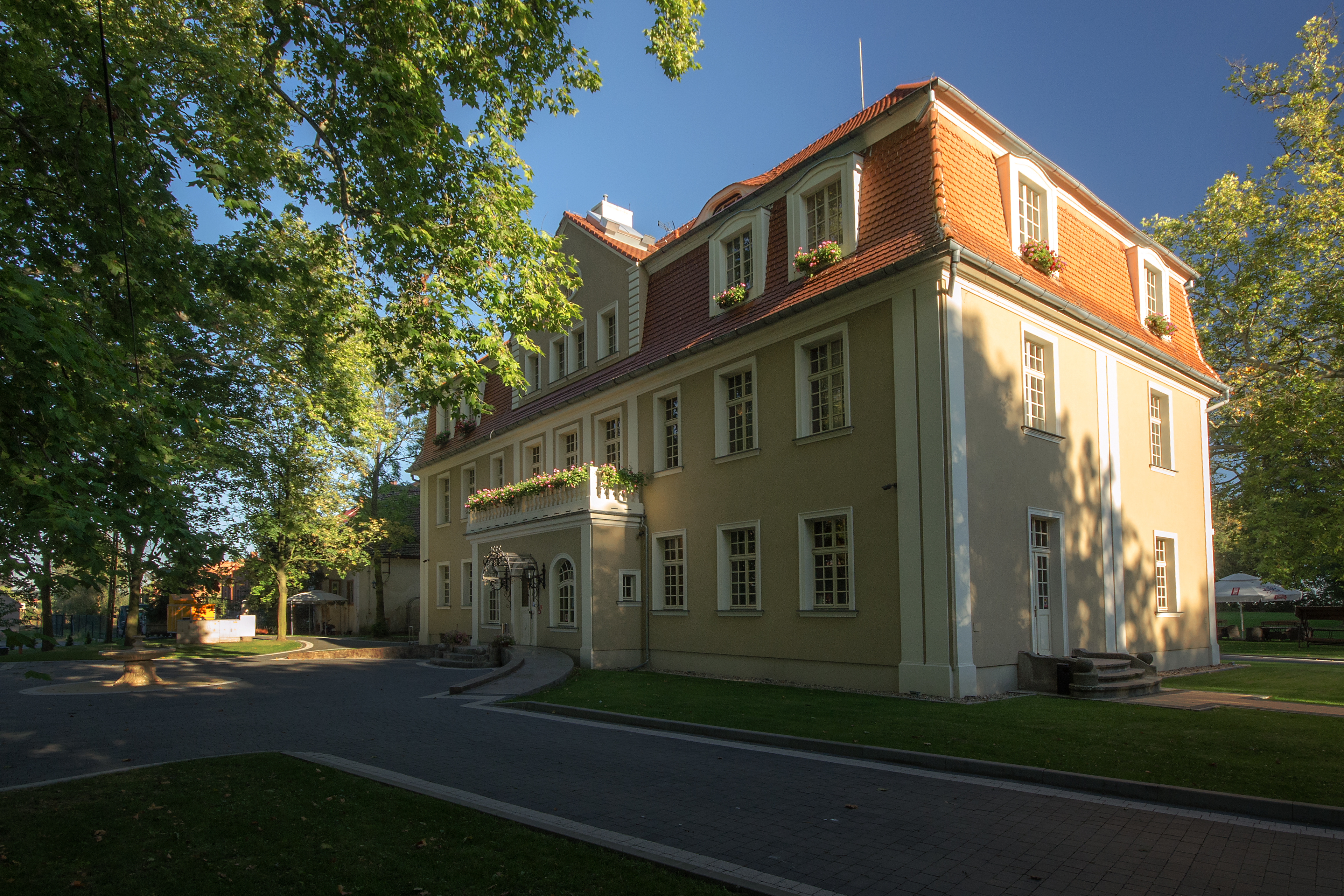
Pałac w Brzezinie

## Sport
Ze wsi pochodzi Ludowy Klub Sportowy Mechanik Brzezina - piłka nożna (drużyna z przerwami startowała w A-klasie, grupa Wrocław I, w latach: 2002-2005, 2007-2010 i sezonie 2014/2015 oraz 2016/2017. Jego największy sukces zespołu to awans do IV Liga KD Grupa Dolnośląska, w sezonie 2020/21

## Szlaki turystyczne
- Żółty:  Szlak dookoła Wrocławia im. doktora Bronisława Turonia
- Czerwony:  Szlak rowerowy Odra - Barycz[6]